# Parathaumatelson nasicum
Parathaumatelson nasicum är en kräftdjursart som först beskrevs av Knud Hensch Stephensen 1927.  Parathaumatelson nasicum ingår i släktet Parathaumatelson och familjen Stenothoidae. Inga underarter finns listade i Catalogue of Life.